# Villa romana de L'Espelt
La villa romana de L'Espel (Ódena, Noya) está situada en el Pla de la Torre, en la vertiente meridional de un montículo, próximo al vecindario de L'Espelt.
Se encuentra en la cuenca de Ódena y su ubicación estratégica responde a una planificación del territorio, parcelado en el momento de la centuriación en época romana. Las características físicas de la cuenca de Ódena seguramente ayudarían a organizar este espacio histórico, facilitando los límites y la orientación del parcelario romano y configurando una marcada unidad a lo largo de los siglos.
La villa de L'Espelt se adapta a la topografía del terreno, que fue aterrazado para ubicar una explotación agropecuaria. Es una de las «villae» del interior de Cataluña más extensamente excavada, con 700 m² (60 % del total), lo que ha permitido identificar e interpretar las diferentes dependencias de la «pars urbana», la «pars rustica» y la fructuaria a lo largo de su ocupación, reflejando los cambios impuestos por sucesivos modelos sociales y económicos.
El yacimiento aporta vestigios de una ocupación de fines del siglo II a. C. y mediados del siglo I a. C., previa a la fundación de la villa. Esta, con una planta que sigue el modelo alargado o de corredor, muy sencilla, se adscribe al alto Imperio, en el último cuarto del siglo I d. C. En el siglo II se transforma en una villa de patio interior descubierto, con estancias en torno al corredor y la «pars rustica» y residencial unidas: el espacio de la primera construcción se reservaría a la zona privada y los ámbitos de representación se potenciarían al otorgarles una mayor superficie y un mayor lujo, tal como queda demostrado en dos estancias pavimentadas con mosaico y tres decoradas con pinturas murales; también se añadió un sector termal o «balneum». Conoce el máximo esplendor en la primera mitad del s. III d. C. Posteriormente, en época bajoimperial, se detecta una nueva reestructuración, reflejada en una reducción del espacio de la «pars urbana» y del anterior lujo, y la zona termal se convierte en una instalación destinada al prensado de la uva. Su abandono se produciría en el s. VI d. C.
La villa está bastante bien conservada con algunos muros de hasta 3 m de altura. Las excavaciones han proporcionado restos muebles de primera calidad, entre los cuales gran cantidad de cerámica, pero también un pedestal de mármol de Carrara, una peana de bronce de una crátera, un plato de vidrio, así como una garrafa, una luz de aceite, útiles agrícolas y un gran cencerro de hierro, etc. En relación con los accesorios de la arquitectura se han recuperado una llave y fragmentos de vidrio que cerrarían posiblemente alguna ventana. Un importante conjunto numismático permite documentar todos los períodos, desde moneda ibérica, hispanorromana del alto y bajo Imperio hasta una de Teodosio II.
El yacimiento es conocido de antiguo aunque las primeras referencias datan de 1934 y la confirmación de que se trataba de una villa romana, de 1948. Las primeras excavaciones –en las que se halló el primer mosaico, que fue restaurado– las realizó la Diputación durante los años 1958 y 1964. Las excavaciones sistemáticas fueron ejecutadas entre 1980 y 1988 por la Diputación de Barcelona y el Centro de Estudios Comarcales de Igualada (CECI). Posteriormente se han realizado trabajos de limpieza, mantenimiento y consolidación.